# Jatropha malacophylla
Jatropha malacophylla là một loài thực vật có hoa trong họ Đại kích. Loài này được Standl. mô tả khoa học đầu tiên năm 1924.